# Nävertjärnarna (Nössemarks socken, Dalsland, södra)
Nävertjärnarna är en sjö i Dals-Eds kommun i Dalsland och ingår i Göta älvs huvudavrinningsområde.